# Хумка Стари Жабаљ
Велика хумка у атару "Стари Жабаљ" у општини Жабаљ је једна је од боље очуваних кургана у Србији. Однедавно се његова површина преорава, што наружава изглед хумке која се савршено уклапа у травнати предео.